# Brouwerij De Klok (Zottegem)

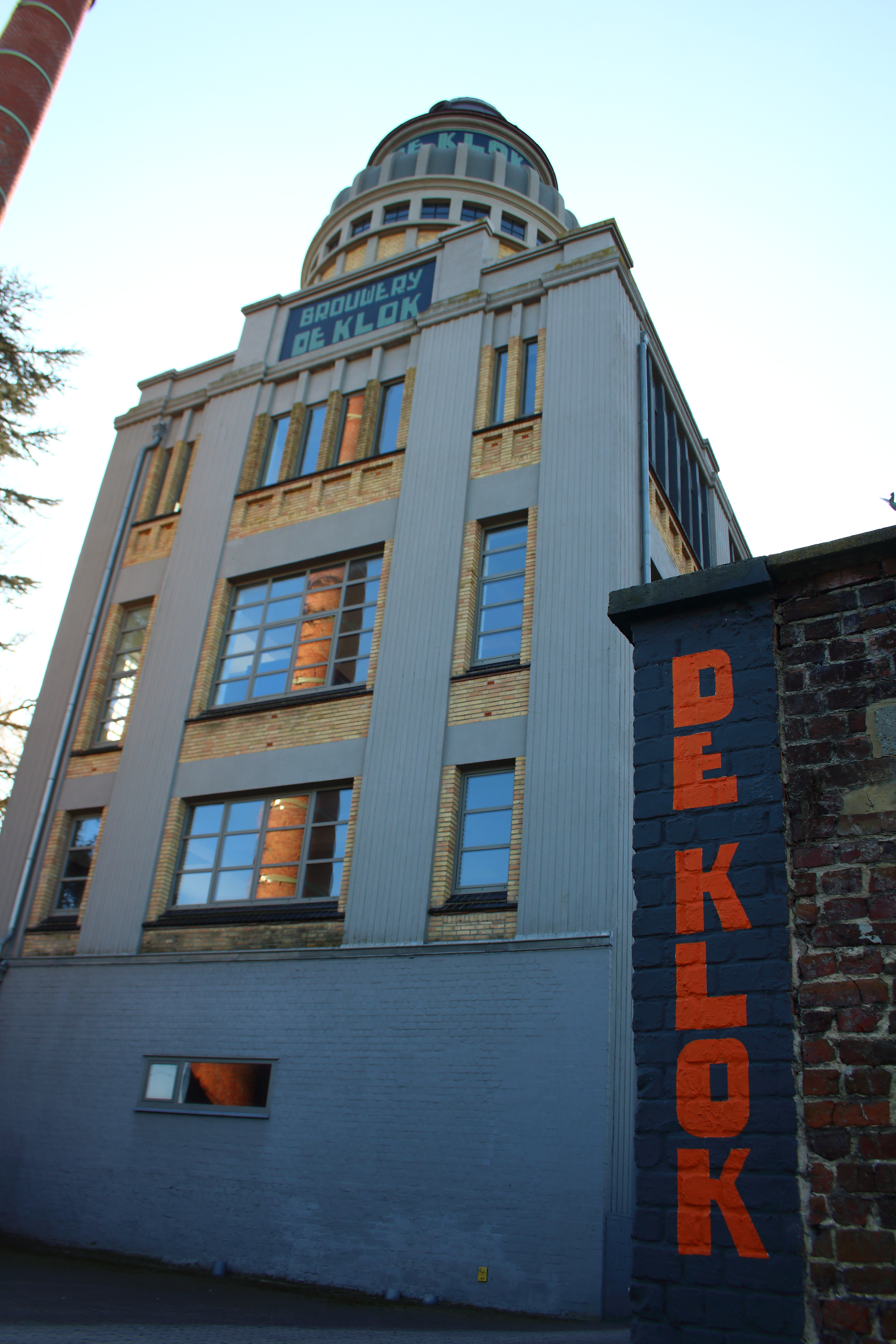
Brouwerij De Klok.

Brouwerij De Klok is een gewezen bierbrouwerij, gelegen in het centrum van de Belgische stad Zottegem, die actief was van eind 19e eeuw tot 1952.

## Geschiedenis
Het eerste brouwerijgebouw, aanhorigheden en woning werden gebouwd in 1898 in de Laurens De Metsstraat die toen nog Kerkhofstraat heette. Omwille van nu onbekende redenen werd de brouwerij in enkele jaren uitgebaat door drie eigenaars: R. Stevens, De Riemaecker en vanaf 1905 Gustaaf Van Vijve. Deze laatste richtte in 1910 een samenwerkende maatschappij op onder de naam Brouwerij De Klok. Brouwer De Riemaecker liet Cottage De Riemaecker optrekken. Naast de woning van Gustaaf Van Vijve werd rond de eeuwwisseling Villa Socrate opgetrokken.
De Klok
In 1933 werd er gemoderniseerd en werd een nieuwe brouwerij gebouwd naar de plannen van de Gentse architect Verlée. Het gebouw (een betonnen skelet met bakstenen gevelvlakken) werd bekroond met een klokvormige koperen koepel, wat bewijst dat de naam er eerst was en dan het gebouw. De klokvormige koepel was een brouwtoren met een waterreservoir van 55000 liter.
Brouwerij De Klok stond bekend om het bier Poepentsoe en bleef lang de op een na grootste brouwerij van de twaalf Zottegemse brouwerijen (na Brouwerij De Meyer). Toch bleek ze te klein en sloot ze de deuren in 1952.
In 1999 werd de brouwerij en omgeving als monument beschermd door de Vlaamse overheid, wegens haar historische, industrieel-archeologische en wetenschappelijke waarde. In 2011 startte de restauratie van het gebouw, waarbij lofts en appartementen werden ingericht in de voormalige brouwerij.

## Afbeeldingen

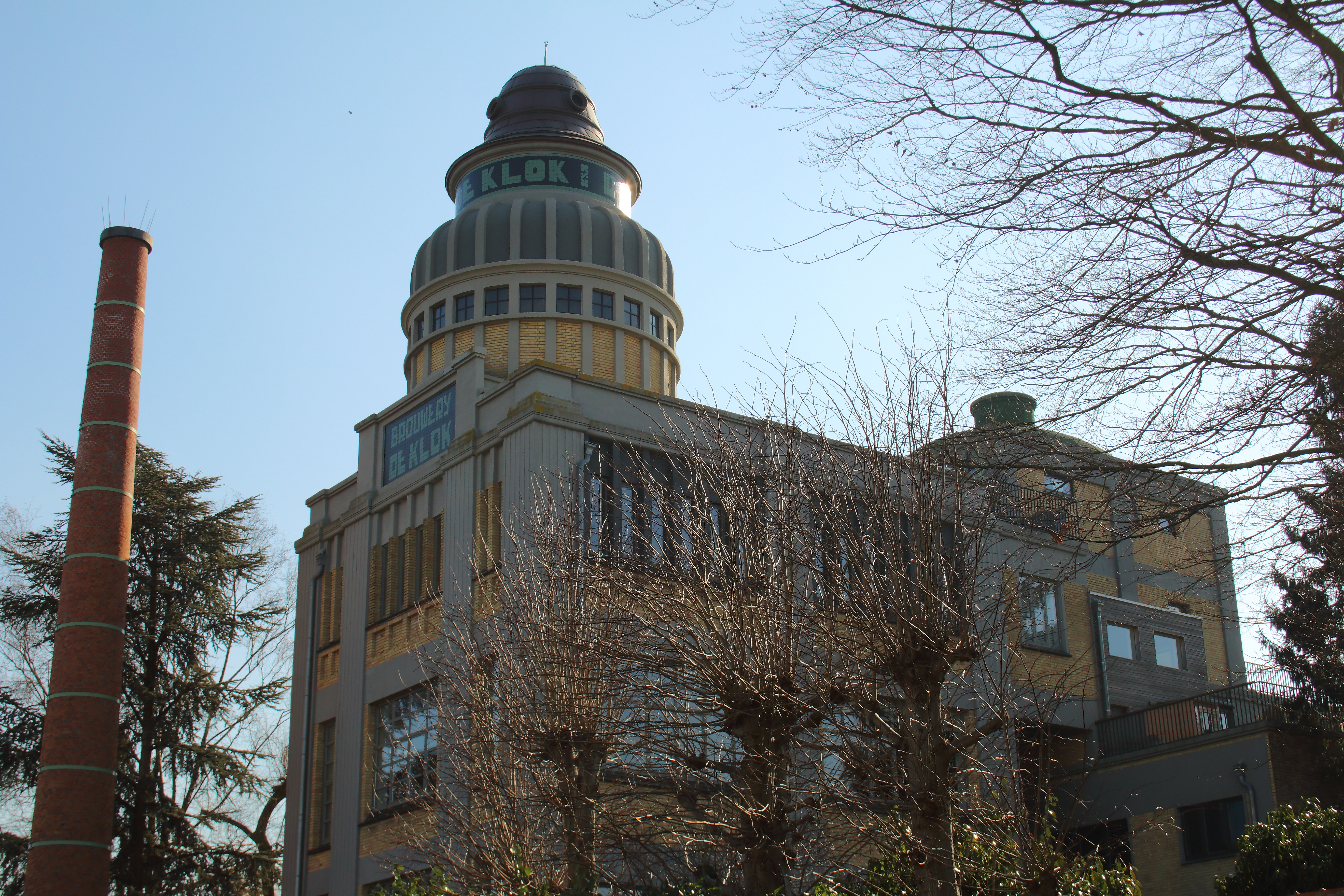
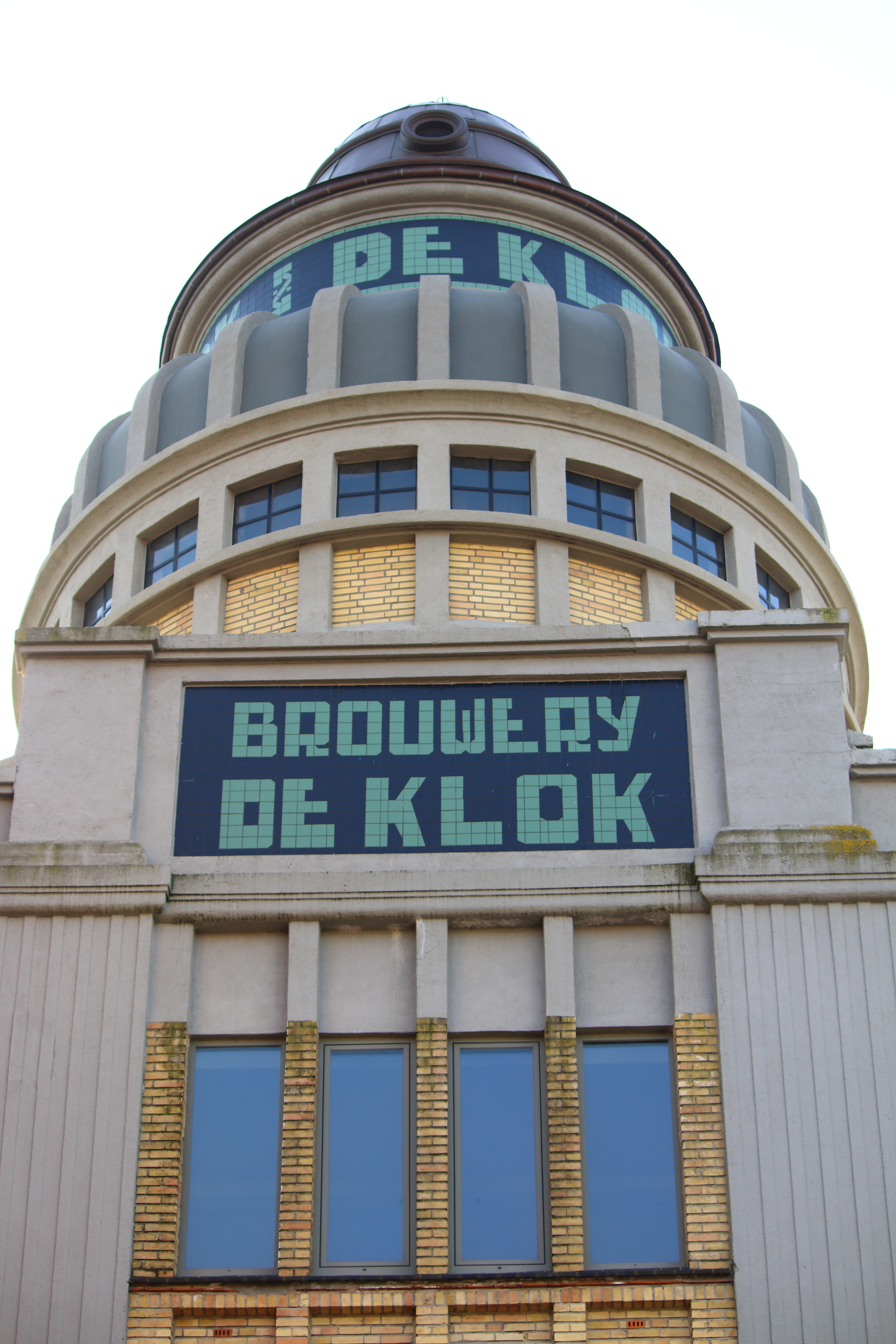
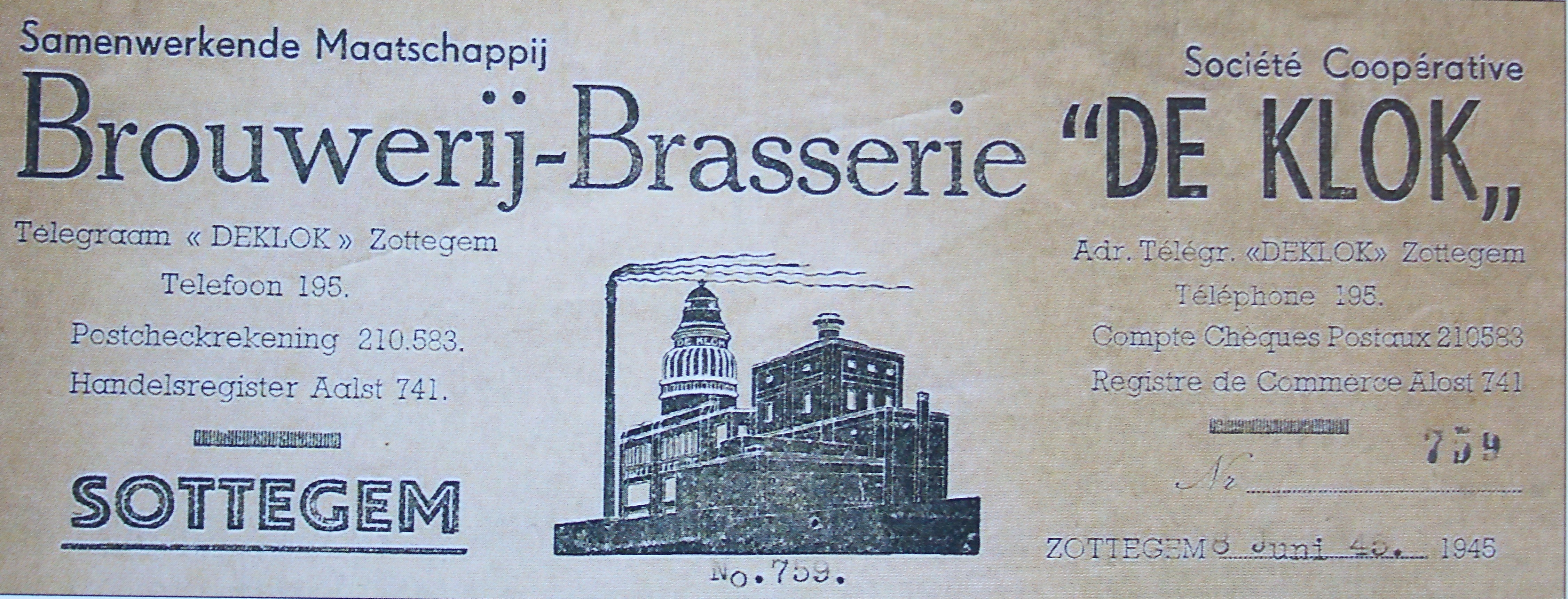
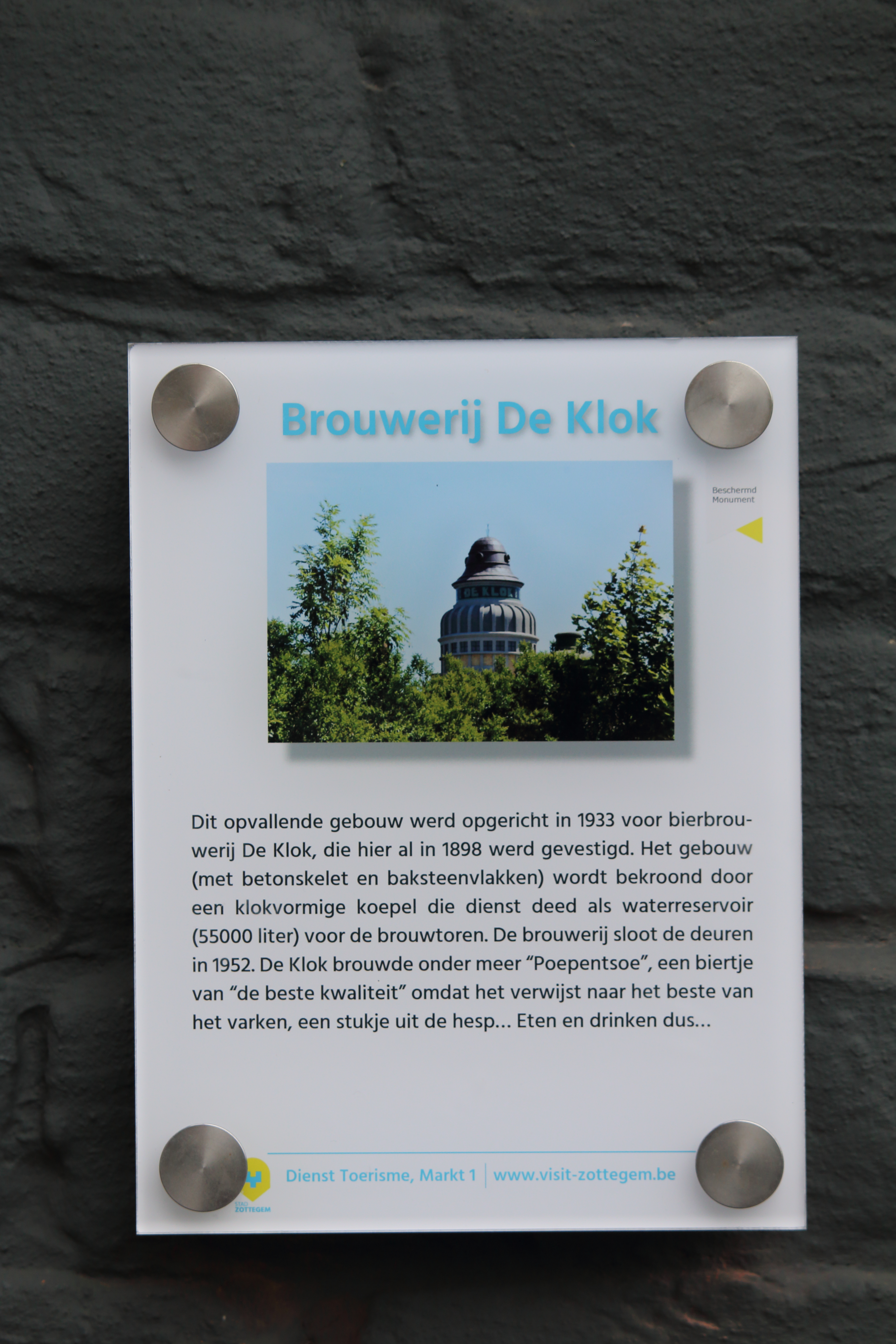

## Bieren[1]
- Extra Speciale Sottegem
- Poepentsoe